# Vellevans
Vellevans là một xã của tỉnh Doubs, thuộc vùng Bourgogne-Franche-Comté, miền đông nước Pháp.

## Dân số
| 1962                                              | 1968 | 1975 | 1982 | 1990 | 1999 |
| ------------------------------------------------- | ---- | ---- | ---- | ---- | ---- |
| 259                                               | 264  | 227  | 222  | 207  | 218  |
| Starting with 1962: Population without duplicates |      |      |      |      |      |